# Оммастрефиды
Оммастрефиды, или летающие кальмары (лат. Ommastrephidae), — семейство головоногих моллюсков из отряда океанических кальмаров (Oegopsida), содержащее три подсемейства, 11 родов и более 20 видов. Они широко распространены во всем мире и широко вылавливаются в качестве пищи. Один из видов, тихоокеанский кальмар (Todarodes pacificus), составляет половину всего улова головоногих моллюсков в мире.
Некоторые представители семейства могут планировать над водой, и, подобно летучим рыбам, пролетать при этом десятки метров, иногда залетая на палубы судов. Особенно это относится к Ommastrephes bartrami, Sthenoteuthis, Ornithoteuthis.

## Описание

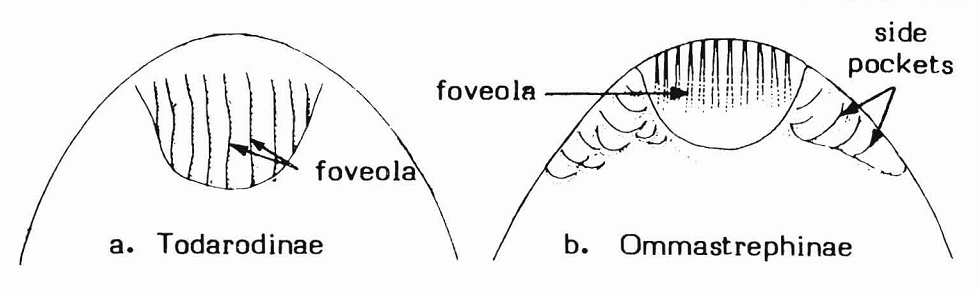
Канавки на голове около воронки представителей подсемейств Todarodinae и Ommastrephinae

Размеры (длина мантии) представителей семейства варьируют от 9 см у стеклянного кальмара (Hyaloteuthis pelagica) до 1,5 м у перуанско-чилийского гигантского кальмара (Dosidicus gigas). Мантия сужается к заднему концу и несёт большие боковые плавники. Для семейства характерен хрящ для прикрепления воронки к мантии в форме перевернутой буквы Т. Они имеют легко узнаваемый, тонкий, перообразный гладиус с полым конусом (первичный конус). Световые органы (фотофоры) присутствуют вдоль головы и мантии членов подсемейства Ommastrephinae.

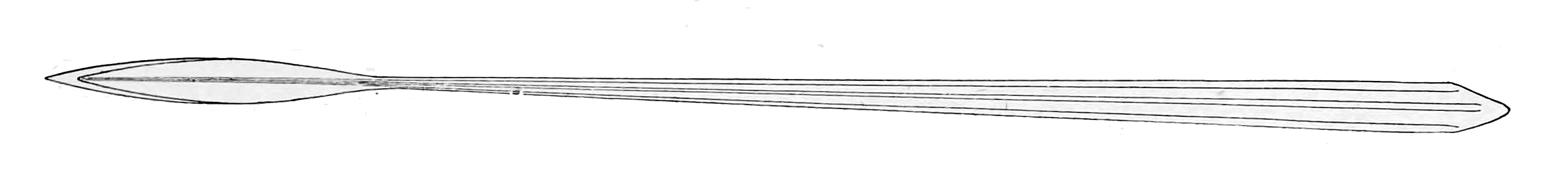
Гладиус Illex illecebrosus

Щупальца у всех видов Ommastrephidae имеют четыре ряда присосок, за исключением Illex illecebrosus, у которого их восемь. Ловчие щупальца удлинены и имеют 2 ряда присосок, крюки отсутствуют. Одна из вентральных рук у самцов развивается во вторичный половой орган (гектокотиль).
Все они превосходные хищники. Их щупальца имеют острые зубы и используются для удержания и подтягивания добычи к клюву. Они превосходные пловцы, а некоторые виды, как известно, способны выныривать из воды, дабы избежать хищников.
Личинки Ommastrephidae отличаются слиянием щупалец в один «хоботок». Он постепенно расщепляется на два по мере их роста, по достижении мантией длины 5—10 мм.

## Распространение и местообитание
Обычно живут в пелагиали, но могут быть найдены и в неритических водах. Встречаются во всем мире.

## Классификация
В семейство включают 3 подсемейства, 11 родов и более 20 видов:
- Подсемейство Illicinae
  - Род Illex
- Подсемейство Ommastrephinae
  - Род Dosidicus
  - Род Eucleoteuthis
  - Род Hyaloteuthis
  - Род Ommastrephes
  - Род Ornithoteuthis
  - Род Sthenoteuthis
- Подсемейство Todarodinae
  - Род Martialia
  - Род Nototodarus
  - Род Todarodes
  - Род Todaropsis

## Галерея

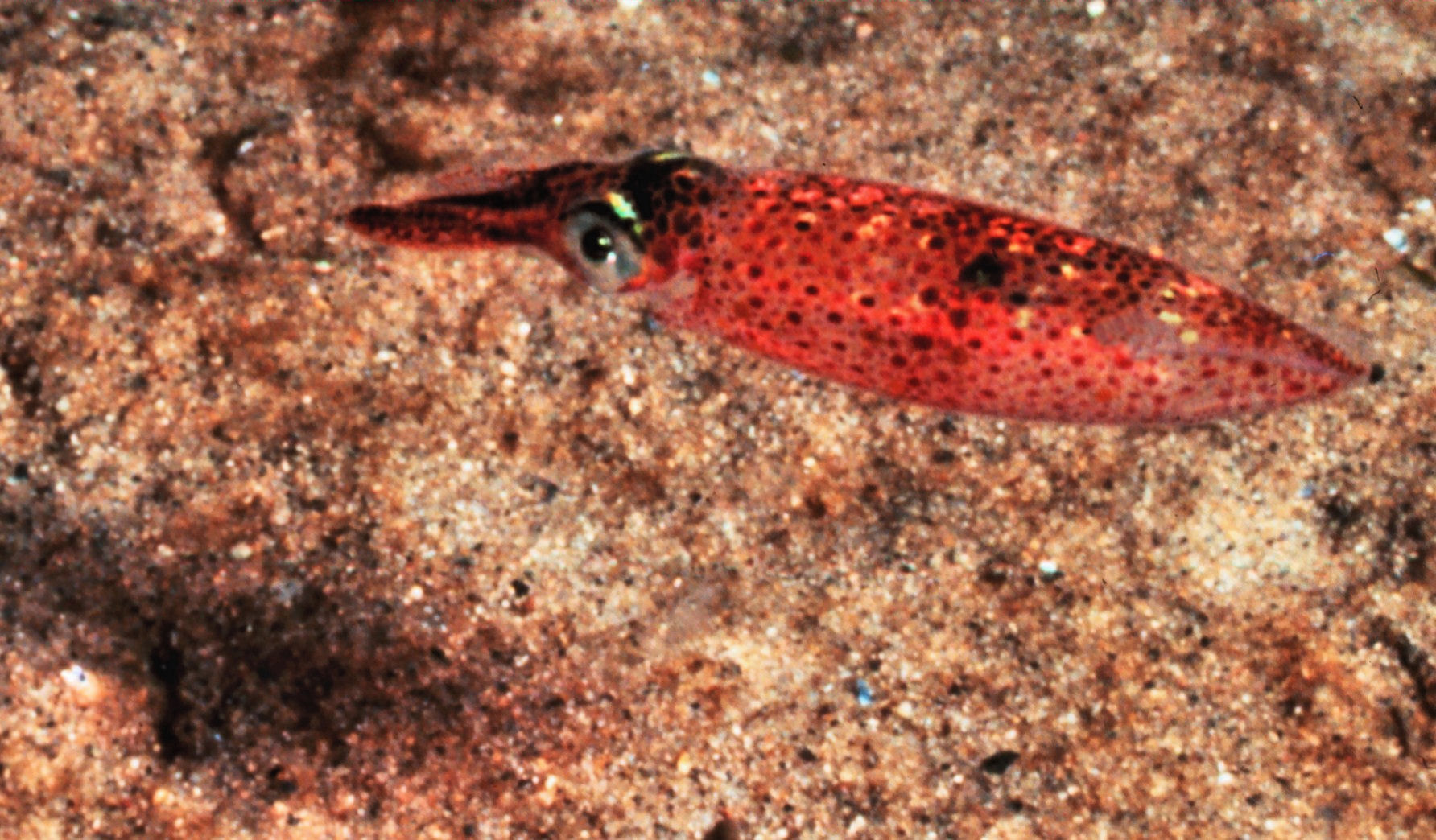
Illex illecebrosus
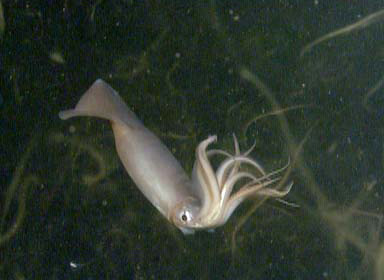
Dosidicus gigas
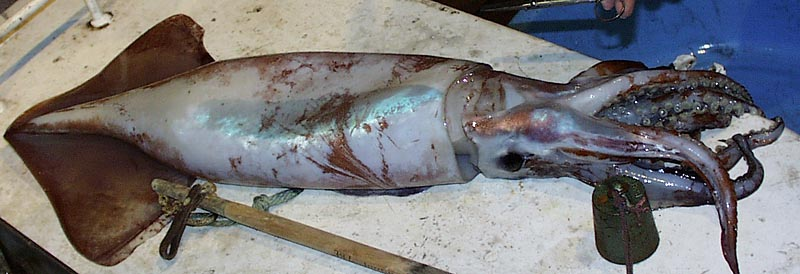
Ommastrephes bartramii
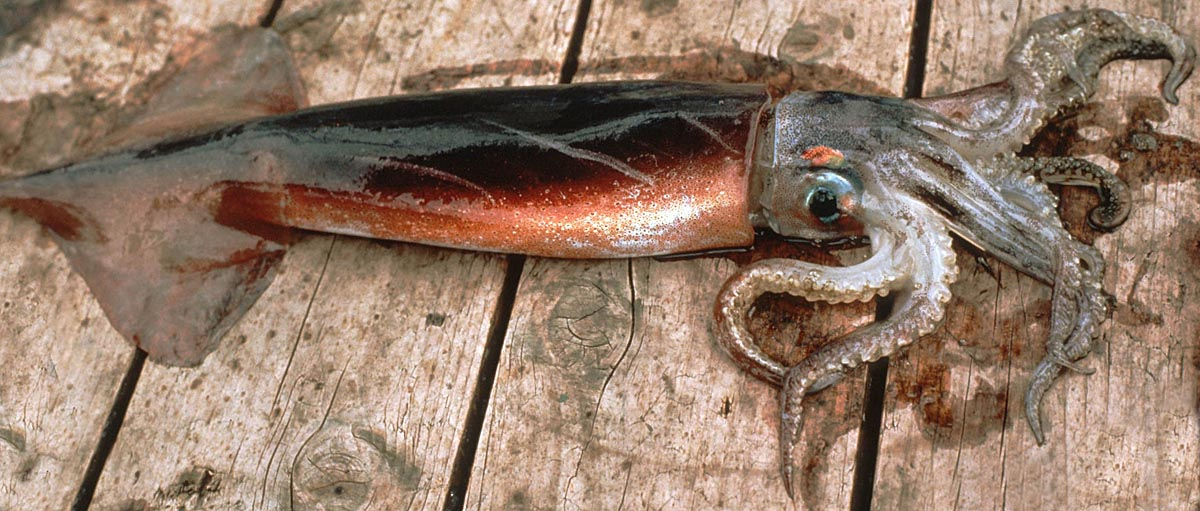
Martialia hyadesii
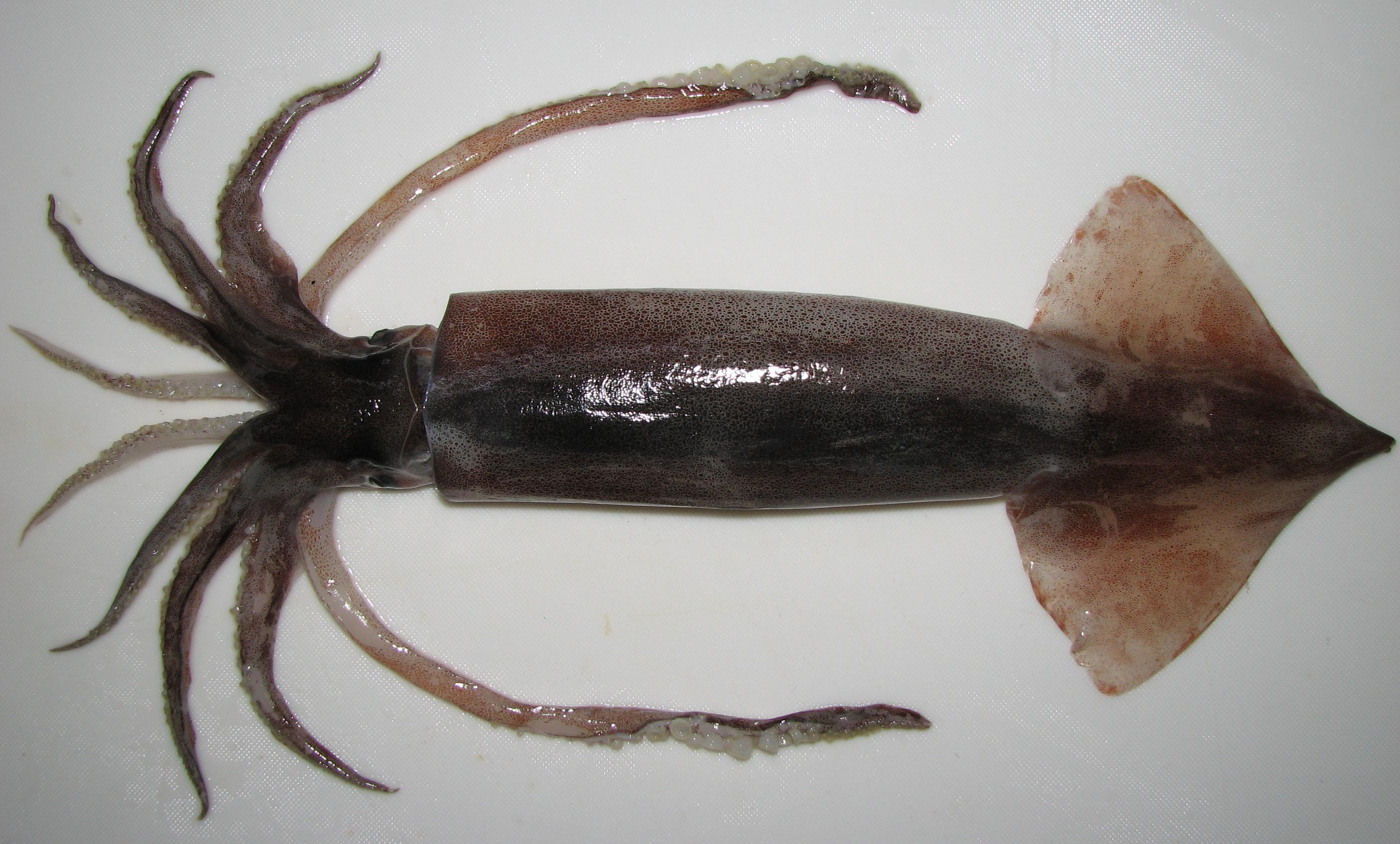
Todarodes pacificus
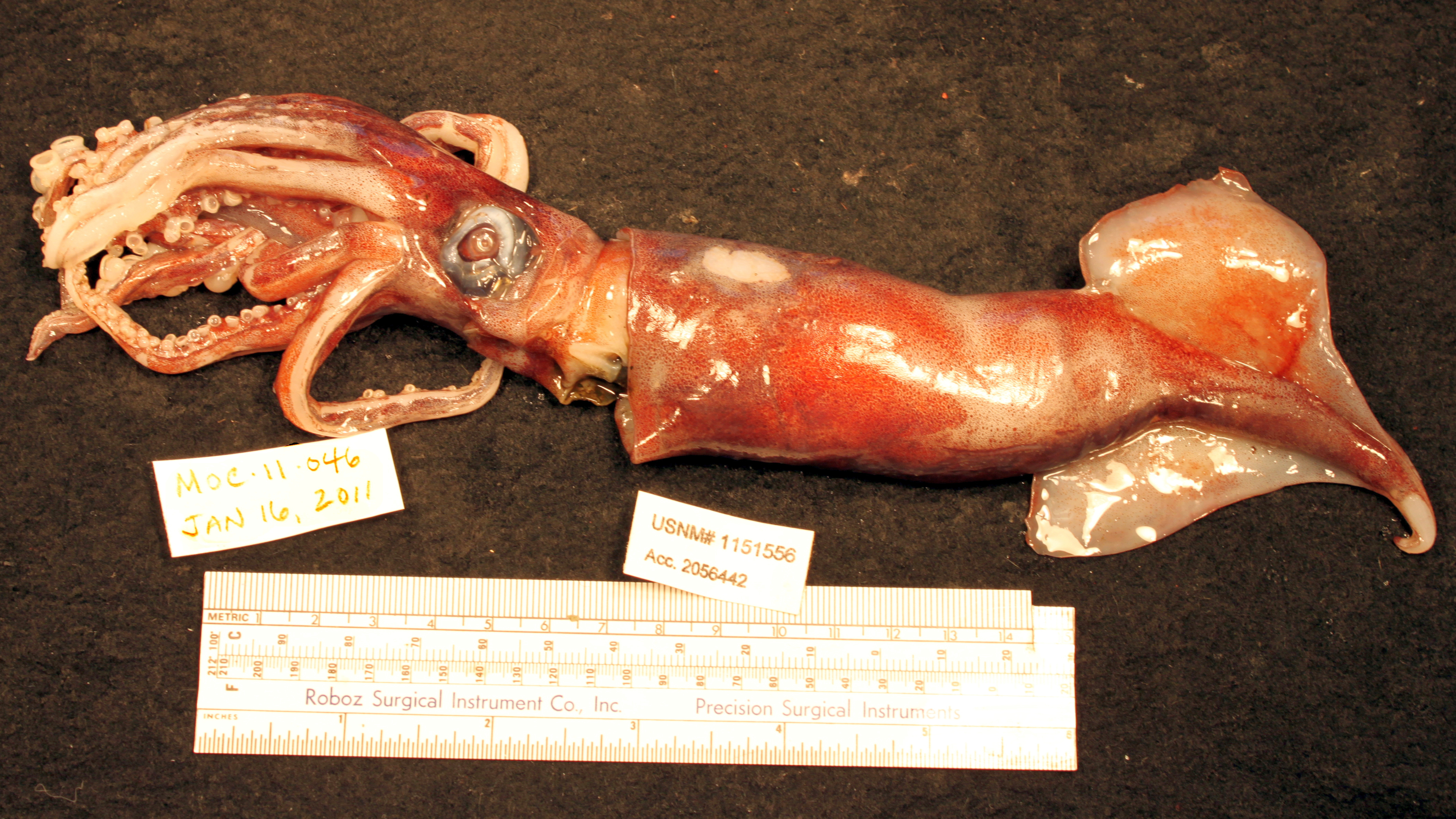
Ornithoteuthis antillarum